# Wappen Mexikos

Das Wappen von Mexiko

Die Vereinigten Mexikanischen Staaten nahmen im Jahr 1822 ein Wappen an, das bis heute in den Grundzügen das mexikanische Staatsemblem ist. Es zeigt einen Adler auf einem Kaktus (einer Opuntia) auf einem Felsen in einem See, der eine Schlange in den Krallen hält.

## Geschichte

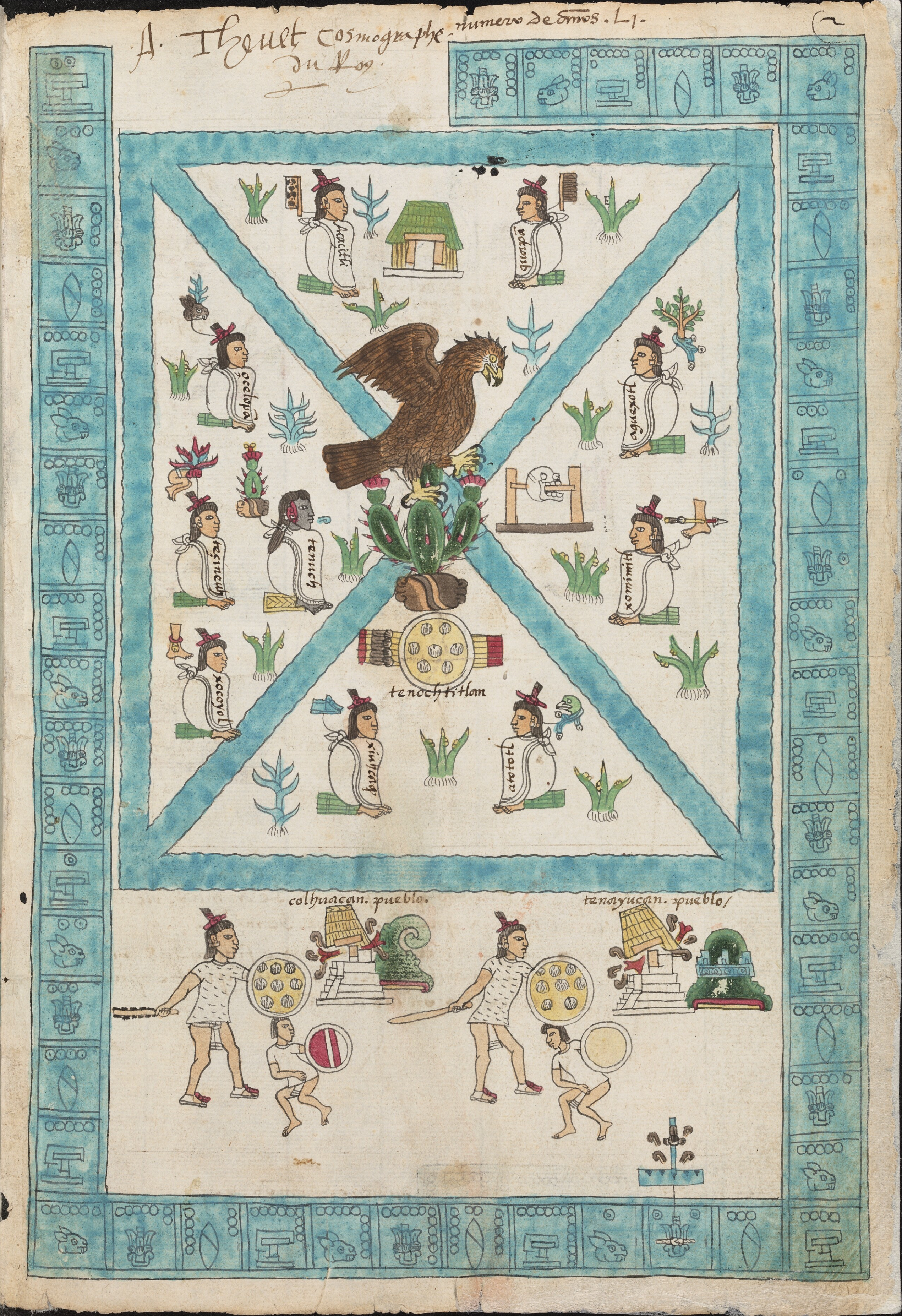
Originaler Adler des Codex Mendoza

Das Wappen bezieht sich auf eine Legende der Azteken über die Gründung ihrer Stadt Tenochtitlan (heute Mexiko-Stadt - Ciudad de México). Der Sage nach hatte ihnen ihr Gott Huitzilopochtli prophezeit, dass sie einen Adler an einem ebensolchen Ort erblicken würden, der eine Schlange zwischen Krallen und Schnabel festhalte, und dort sollten sie siedeln und ihre Stadt gründen.
Während des ersten Kaiserreiches Agustíns de Itúrbide trug der Adler eine Krone. Das Wappen wurde 1823 geändert. Der Feigenkaktus wurde nun auf einem aus dem Wasser steigenden Felsen gestellt und das Ganze umgeben von einem Eichen- und Lorbeerzweig. Das zweite Kaiserreich Maximilians von Mexiko führte ebenfalls den Adler in seinem Wappen, doch wurden Beiwerke der habsburgischen und der französischen (napoleonisches Aussehen des Adlers) Monarchie hinzugefügt. Seitdem wurde das Wappen 1880, 1916, 1934 und letztmals 1968 auf Wunsch von Gustavo Díaz Ordaz geändert. Entworfen wurde es von Francisco Eppens Helguera. Im gleichen Jahr, als in Mexiko auch die Olympischen Sommerspiele 1968 ausgetragen wurden, wurde auch ein neues goldenes Wappen veröffentlicht, das hauptsächlich vom Präsidenten, von den mit Bundesministern vergleichbaren „Secretarios“ und von den Gouverneuren genutzt wird. Während der Amtszeit von Vicente Fox wurde das Wappen von Eppens nicht genutzt, erst wieder unter Felipe Calderón.

## Wappen der Regierung

Wappen der Bundesregierung
Goldenes Wappen der Bundesregierung

## Historische Wappen

1821–1823
1823–1864 und 1867–1893
1864–1867
1893–1916
1916–1934
1934–1968

## Wappen der Bundesstaaten

Wappen von Aguascalientes
Wappen von Baja California
Wappen von Baja California Sur
Wappen von Campeche
Wappen von Chiapas
Wappen von Chihuahua
Wappen von Coahuila
Wappen von Colima
Wappen von Durango
Wappen von Guanajuato
Wappen von Guerrero
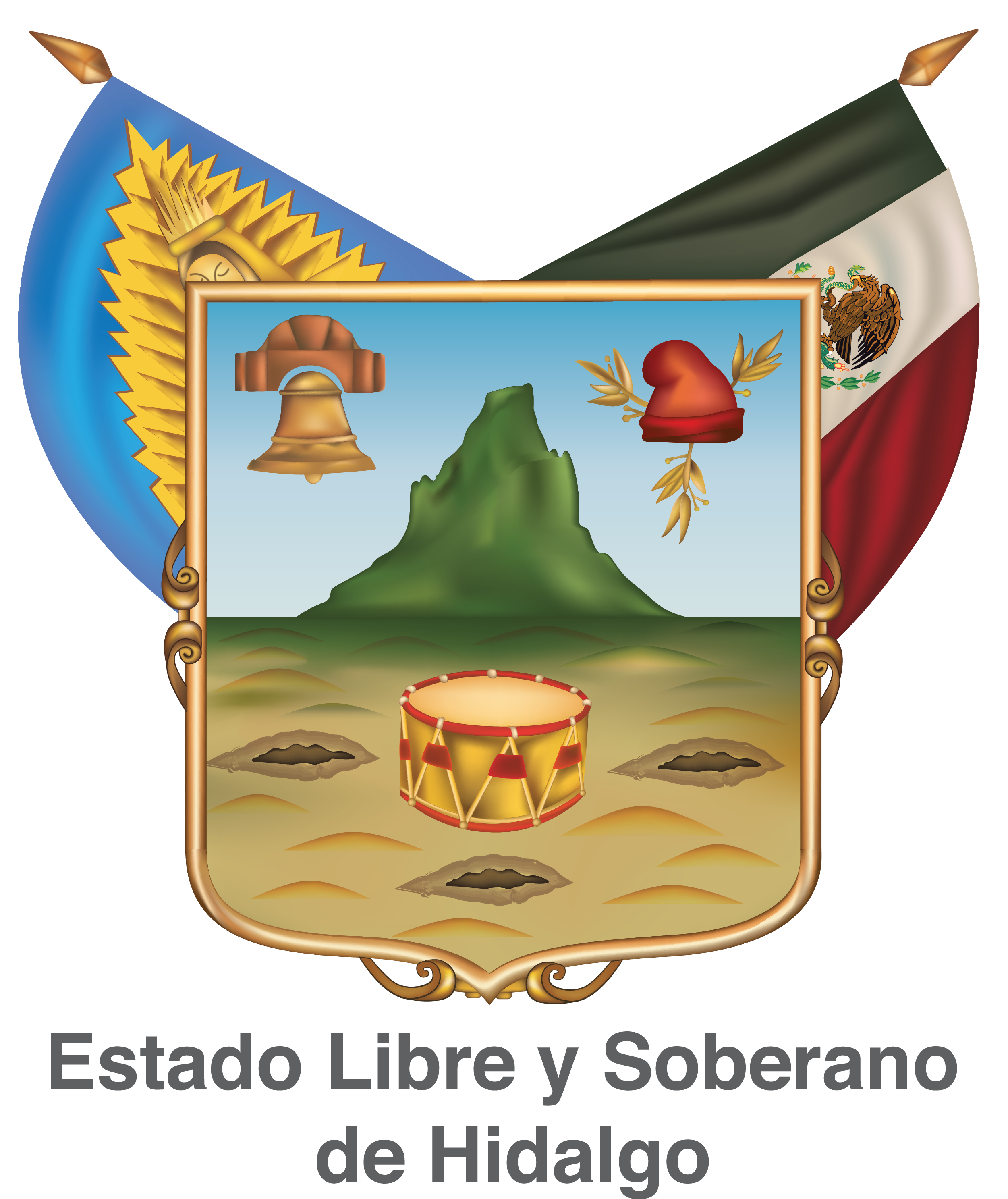
Wappen von Hidalgo
Wappen von Jalisco
Wappen von México
Wappen von Mexiko-Stadt
Wappen von Michoacán
Wappen von Morelos
Wappen von Nayarit
Wappen von Nuevo León
Wappen von Oaxaca
Wappen von Puebla
Wappen von Querétaro
Wappen von Quintana Roo
Wappen von San Luis Potosí
Wappen von Sinaloa
Wappen von Sonora
Wappen von Tabasco
Wappen von Tamaulipas
Wappen von Tlaxcala
Wappen von Veracruz
Wappen von Yucatán
Wappen von Zacatecas